# Rada Ministrów (Księstwo Warszawskie)
Rada Ministrów Księstwa Warszawskiego powstała na zasadzie art. 8 i 13 konstytucji Księstwa, wobec niepowołania wicekróla, który miał bezpośrednio porozumiewać się z każdym z ministrów. 
Na czele Rady stał Prezes. W jej skład wchodzili ponadto ministrowie: sprawiedliwości, spraw wewnętrznych, wojny, skarbu oraz policji. W początkowym okresie pełniła funkcję zastępcy króla, jednak dekretem z 24 grudnia 1807 ograniczono znacznie jej zadania: miała mieć ona za zadanie umożliwienie porozumiewania się ministrów w sprawach zastrzeżonych dla króla i nie miała prawa samodzielnie podejmować żadnych decyzji. Rada miała się zbierać "w przytomności" króla tylko na jego rozkaz, zaś w razie nieobecności władcy raz na tydzień. 
Jednak ze względu na długotrwały pobyt króla Fryderyka Augusta w Saksonii jej faktyczna rola rosła - głównie kosztem Rady Stanu. Dekretem z 20 czerwca 1810 powierzona Radzie Ministrów została kontrola poszczególnych ministrów i całej administracji, a przed wyprawą Napoleona na Moskwę, dekretem Fryderyka Augusta z 26 maja 1812 została ona upoważniona do sprawowania władzy zwierzchniej w kraju w zastępstwie króla, jednak bez prawa dymisjonowania ministrów i dokonywania zmian w sądownictwie.
| 5 października 1807 – 16 grudnia 1807 | Stanisław Małachowski (zrezygnował) |
| 14 grudnia 1807 – 1 marca 1809        | Ludwik Szymon Gutakowski            |
| 23 marca 1809 – maj 1813              | Stanisław Kostka Potocki            |

Akta Rady Ministrów z niewielkimi stratami przetrwały II wojnę światową i znajdują się w Archiwum Głównym Akt Dawnych, tworząc liczący 5 metrów bieżących zespół archiwalny Rada Ministrów Księstwa Warszawskiego.